# Râul Corogea
Râul Corogea este un curs de apă, afluent al râului Prut. 

## Hărți
- Harta județului Botoșani

1. ↑  Geographic Names Server, 11 iunie 2018